# Wahlkreis Banff and Buchan (House of Commons)
| Banff and Buchan            |
| --------------------------- |
| Banff and Buchan            |
| Gebildet                    |
| 1983                        |
| Abgeordneter                |
| David Duguid (Conservative) |
| Regionen                    |
| Aberdeenshire               |

Banff and Buchan ist ein Wahlkreis für das Britische Unterhaus. Er wurde 1983 geschaffen und deckt die nordöstlichen Gebiete der Council Area Aberdeenshire ab. Der deckungsgleiche, gleichnamige Wahlkreis für das schottische Parlament wurde im Zuge der Wahlkreisreform 2011 im Wesentlichen zugunsten des neuerschaffenen Wahlkreises Banffshire and Buchan Coast aufgelöst. Der Wahlkreis entsendet einen Abgeordneten.

## Wahlergebnisse

### Unterhauswahlen 1983
| Ergebnisse der Unterhauswahlen 1983 | Ergebnisse der Unterhauswahlen 1983 | Ergebnisse der Unterhauswahlen 1983 | Ergebnisse der Unterhauswahlen 1983 |
| Partei                              | Kandidat                            | Stimmen                             | %                                   |
| ----------------------------------- | ----------------------------------- | ----------------------------------- | ----------------------------------- |
| Conservative                        | Albert McQuarrie                    | 16.072                              | 39,7                                |
| SNP                                 | Douglas Henderson                   | 15.135                              | 37,4                                |
| SDP                                 | E. Needham                          | 6084                                | 15,0                                |
| Labour                              | I. F. R. Lloyd                      | 3150                                | 7,8                                 |

### Unterhauswahlen 1987
| Ergebnisse der Unterhauswahlen 1987 | Ergebnisse der Unterhauswahlen 1987 | Ergebnisse der Unterhauswahlen 1987 | Ergebnisse der Unterhauswahlen 1987 | Ergebnisse der Unterhauswahlen 1987 |
| Partei                              | Kandidat                            | Stimmen                             | %                                   | ±                                   |
| ----------------------------------- | ----------------------------------- | ----------------------------------- | ----------------------------------- | ----------------------------------- |
| SNP                                 | Alex Salmond                        | 19.462                              | 44,3                                | +6,9                                |
| Conservative                        | Albert McQuarrie                    | 17.021                              | 38,7                                | −1,0                                |
| SDP                                 | G. M. Burness                       | 4211                                | 9,6                                 | −5,4                                |
| Labour                              | James. M. Livie                     | 3281                                | 7,5                                 | −0,3                                |

### Unterhauswahlen 1992
| Ergebnisse der Unterhauswahlen 1992 | Ergebnisse der Unterhauswahlen 1992 | Ergebnisse der Unterhauswahlen 1992 | Ergebnisse der Unterhauswahlen 1992 | Ergebnisse der Unterhauswahlen 1992 |
| Partei                              | Kandidat                            | Stimmen                             | %                                   | ±                                   |
| ----------------------------------- | ----------------------------------- | ----------------------------------- | ----------------------------------- | ----------------------------------- |
| SNP                                 | Alex Salmond                        | 21.954                              | 47,5                                | +3,2                                |
| Conservative                        | Sandy P. Manson                     | 17.846                              | 38,6                                | −0,1                                |
| Labour                              | Brian R. Balcombe                   | 3803                                | 8,2                                 | +0,7                                |
| Liberal Democrats                   | Rhona C. Kemp                       | 2588                                | 5,6                                 | +5,6                                |

### Unterhauswahlen 1997
| Ergebnisse der Unterhauswahlen 1997 | Ergebnisse der Unterhauswahlen 1997 | Ergebnisse der Unterhauswahlen 1997 | Ergebnisse der Unterhauswahlen 1997 | Ergebnisse der Unterhauswahlen 1997 |
| Partei                              | Kandidat                            | Stimmen                             | %                                   | ±                                   |
| ----------------------------------- | ----------------------------------- | ----------------------------------- | ----------------------------------- | ----------------------------------- |
| SNP                                 | Alex Salmond                        | 22.409                              | 55,8                                | +8,3                                |
| Conservative                        | William Frain-Bell                  | 9564                                | 23,8                                | −14,8                               |
| Labour                              | Megan Harris                        | 4747                                | 11,8                                | +3,6                                |
| Liberal Democrats                   | Neil Fletcher                       | 2398                                | 6,0                                 | +0,4                                |
| Referendum Party                    | Alan Buchan                         | 1060                                | 2,6                                 | +2,6                                |

### Unterhauswahlen 2001
| Ergebnisse der Unterhauswahlen 2001 | Ergebnisse der Unterhauswahlen 2001 | Ergebnisse der Unterhauswahlen 2001 | Ergebnisse der Unterhauswahlen 2001 | Ergebnisse der Unterhauswahlen 2001 |
| Partei                              | Kandidat                            | Stimmen                             | %                                   | ±                                   |
| ----------------------------------- | ----------------------------------- | ----------------------------------- | ----------------------------------- | ----------------------------------- |
| SNP                                 | Alex Salmond                        | 16.710                              | 54,2                                | −1,6                                |
| Conservative                        | Sandy Wallace                       | 6207                                | 20,1                                | −3,7                                |
| Labour                              | Ted Murray Harris                   | 4363                                | 14,2                                | +2,4                                |
| Liberal Democrats                   | Douglas Herbison                    | 2769                                | 9,0                                 | +3,0                                |
| Socialist                           | Alice Janette Gilbertson Rowan      | 447                                 | 1,5                                 | +1,5                                |
| UKIP                                | Eric Davidson                       | 310                                 | 1,0                                 | +1,0                                |

### Unterhauswahlen 2005
| Ergebnisse der Unterhauswahlen 2005 | Ergebnisse der Unterhauswahlen 2005 | Ergebnisse der Unterhauswahlen 2005 | Ergebnisse der Unterhauswahlen 2005 | Ergebnisse der Unterhauswahlen 2005 |
| Partei                              | Kandidat                            | Stimmen                             | %                                   | ±                                   |
| ----------------------------------- | ----------------------------------- | ----------------------------------- | ----------------------------------- | ----------------------------------- |
| SNP                                 | Alex Salmond                        | 19.044                              | 51,2                                | −3,0                                |
| Conservative                        | Sandy Wallace                       | 7207                                | 19,4                                | −0,7                                |
| Liberal Democrats                   | Eleanor Anderson                    | 4952                                | 13,3                                | +4,3                                |
| Labour                              | Rami Okasha                         | 4476                                | 12,0                                | −2,2                                |
| Christian Vote                      | Victor Ross                         | 683                                 | 1,8                                 | +1,8                                |
| UKIP                                | Kathleen Kemp                       | 442                                 | 1,2                                 | +0,2                                |
| Socialist                           | Steve Will                          | 412                                 | 1,1                                 | −0,4                                |

### Unterhauswahlen 2010
| Ergebnisse der Unterhauswahlen 2010 | Ergebnisse der Unterhauswahlen 2010 | Ergebnisse der Unterhauswahlen 2010 | Ergebnisse der Unterhauswahlen 2010 | Ergebnisse der Unterhauswahlen 2010 |
| Partei                              | Kandidat                            | Stimmen                             | %                                   | ±                                   |
| ----------------------------------- | ----------------------------------- | ----------------------------------- | ----------------------------------- | ----------------------------------- |
| SNP                                 | Eilidh Whiteford                    | 15.868                              | 41,3                                | −9,9                                |
| Conservative                        | Jimmy Buchan                        | 11.841                              | 30,8                                | +11,4                               |
| Labour                              | Glen Reynolds                       | 5382                                | 14,0                                | +2,0                                |
| Liberal Democrats                   | Galen Milne                         | 4365                                | 11,4                                | −1,9                                |
| BNP                                 | Richard Payne                       | 1010                                | 2,6                                 | +2,6                                |

### Unterhauswahlen 2015
| Ergebnisse der Unterhauswahlen 2015 | Ergebnisse der Unterhauswahlen 2015 | Ergebnisse der Unterhauswahlen 2015 | Ergebnisse der Unterhauswahlen 2015 | Ergebnisse der Unterhauswahlen 2015 |
| Partei                              | Kandidat                            | Stimmen                             | %                                   | ±                                   |
| ----------------------------------- | ----------------------------------- | ----------------------------------- | ----------------------------------- | ----------------------------------- |
| SNP                                 | Eilidh Whiteford                    | 27.487                              | 60,2                                | +18,9                               |
| Conservative                        | Alex Johnstone                      | 13.148                              | 28,8                                | −2,0                                |
| Labour                              | Sumon Hoque                         | 2647                                | 5,8                                 | −8,2                                |
| Liberal Democrats                   | David Evans                         | 2347                                | 5,1                                 | −6,3                                |

### Unterhauswahlen 2017
| Ergebnisse der Unterhauswahlen 2017 | Ergebnisse der Unterhauswahlen 2017 | Ergebnisse der Unterhauswahlen 2017 | Ergebnisse der Unterhauswahlen 2017 | Ergebnisse der Unterhauswahlen 2017 |
| Partei                              | Kandidat                            | Stimmen                             | %                                   | ±                                   |
| ----------------------------------- | ----------------------------------- | ----------------------------------- | ----------------------------------- | ----------------------------------- |
| Conservative                        | David Duguid                        | 19.976                              | 48,0                                | +19,2                               |
| SNP                                 | Eilidh Whiteford                    | 16.283                              | 39,1                                | −21,1                               |
| Labour                              | Caitlin Stott                       | 3936                                | 9,5                                 | +3,7                                |
| Liberal Democrats                   | Galen Milne                         | 1448                                | 3,5                                 | −1,6                                |

### Unterhauswahlen 2019
| Ergebnisse der Unterhauswahlen 2019 | Ergebnisse der Unterhauswahlen 2019 | Ergebnisse der Unterhauswahlen 2019 | Ergebnisse der Unterhauswahlen 2019 | Ergebnisse der Unterhauswahlen 2019 |
| Partei                              | Kandidat                            | Stimmen                             | %                                   | ±                                   |
| ----------------------------------- | ----------------------------------- | ----------------------------------- | ----------------------------------- | ----------------------------------- |
| Conservative                        | David Duguid                        | 21.182                              | 50,1                                | +2,1                                |
| SNP                                 | Paul Robertson                      | 17.064                              | 40,4                                | +1,3                                |
| Liberal Democrats                   | Alison Smith                        | 2280                                | 5,4                                 | +1,9                                |
| Labour                              | Brian Balcombe                      | 1734                                | 4,1                                 | −5,4                                |